# Karlen Abgarjan
Karlen Aramowitsch Abgarjan (armenisch Կարլեն Արամի Աբգարյան; russisch Карлен Арамович Абгарян; * 4. September 1928 im Dorf Amasia bei Leninakan, Armenische SSR; † 4. Februar 1992 in St. Petersburg) war ein sowjetischer Mathematiker, Kybernetiker und Hochschullehrer.

## Leben
Abgarjan studierte am Moskauer Staatlichen Luftfahrtinstitut (MAI) mit Abschluss 1952.
Die anschließende Aspirantur begann Abgarjan 1953 am MAI. Danach wurde er dort Laboratoriumsleiter und Dozent. 1966 wurde er ohne Verteidigung einer Dissertation zum Doktor der technischen Wissenschaften promoviert. 1968 folgte die Ernennung zum Professor. 1973 wurde er Lehrstuhlleiter und Dekan der Fakultät für Angewandte Mathematik des MAI. Seine Forschungsschwerpunkte waren die Theorie der Differentialgleichungen und Integro-Differentialgleichungen und die Theorie der automatischen Steuerungssysteme. Er entwickelte Methoden zur Erstellung dynamischer Charakterisierungen mehrdimensionaler instationärer Steuerungssysteme.
Abgarjan wurde 1977 Direktor des Instituts für Mechanik der Akademie der Wissenschaften der Armenische SSR. 1979 wurde er Direktor des Rechenzentrums der Akademie der Wissenschaften der Armenischen SSR und Dozent der Staatlichen Universität Jerewan.
1987 kehrte Abgarjan als leitender wissenschaftlicher Mitarbeiter des Lehrstuhls für Projektierung und Konstruktion von Flugapparaten der Fakultät für Kosmonautik und automatische Flugapparate des MAI ans MAI zurück. Im selben Jahr wurde er zum Korrespondierenden Mitglied der Akademie der Wissenschaften der UdSSR (seit 1991 Russische Akademie der Wissenschaften (RAN)) gewählt. 1989 wurde er Generaldirektor des Zentrums für Automatisierung der Steuerungsprozesse in der Volkswirtschaft beim Wissenschaftsrat für das komplexe Kybernetik-Problem der Russischen Akademie der Wissenschaften.
Abgarjans Tochter und zwei Söhne sind Absolventen und Mitarbeiter des MAI.